# Quốc lộ 1B
Quốc lộ 1B là tuyến quốc lộ nối tỉnh Lạng Sơn và tỉnh Thái Nguyên.

## Lộ trình

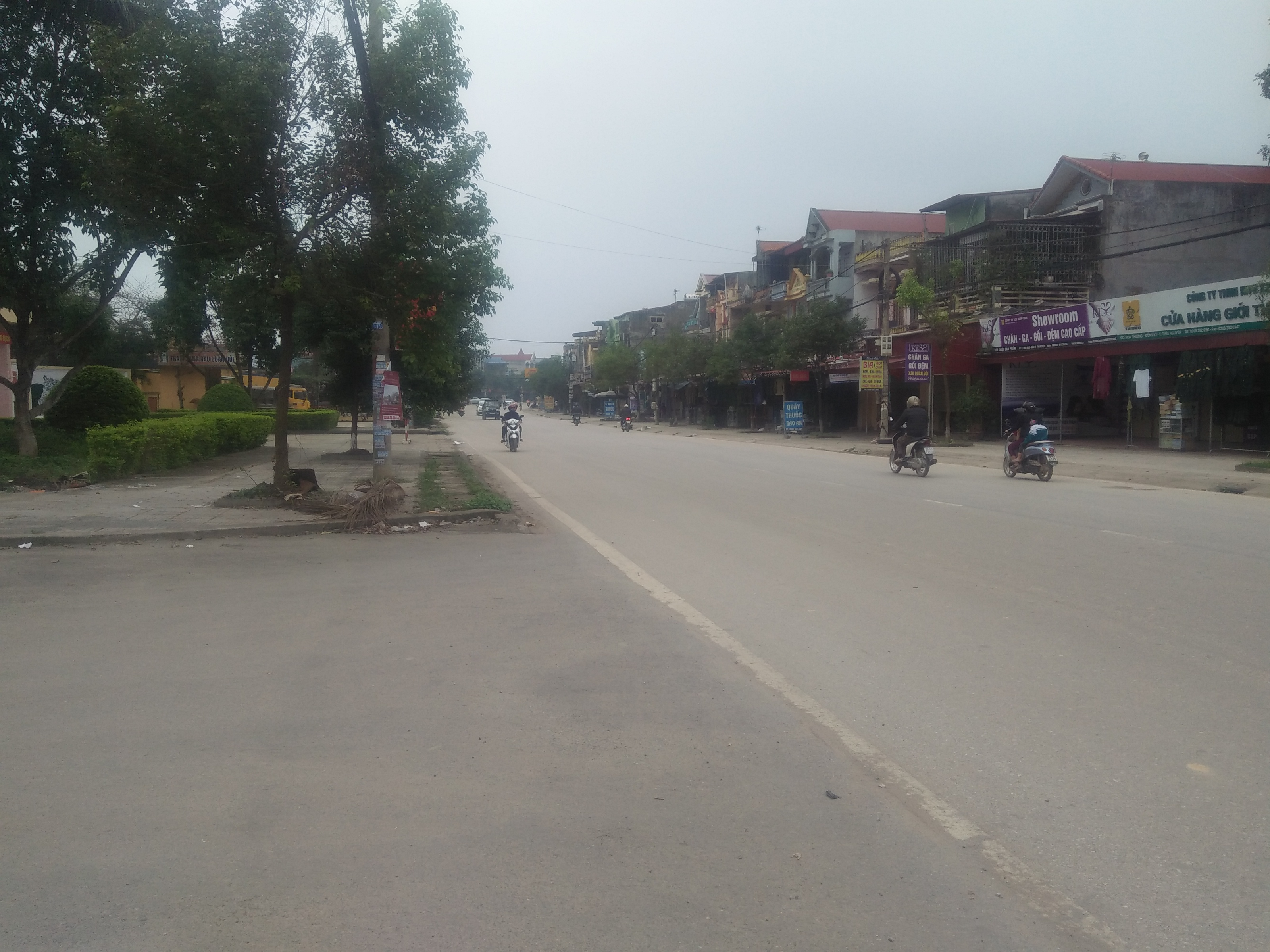
Một đoạn Quốc lộ 1B (đường Lê Quý Đôn) thuộc thị trấn Hóa Thượng, huyện Đồng Hỷ

Quốc lộ 1B có chiều dài 135 km, có điểm đầu tại thị trấn Đồng Đăng, huyện Cao Lộc, tỉnh Lạng Sơn (giao với Quốc lộ 1A và 4A); điểm cuối tại đảo tròn Tân Long ở thành phố Thái Nguyên. Tuyến đường này chạy qua các huyện Cao Lộc – Văn Quan – Bình Gia – Bắc Sơn – Võ Nhai – Đồng Hỷ. Các thị trấn huyện lỵ của các huyện nói trên đều nằm trên Quốc lộ 1B.

## Lịch sử
Năm 2016, theo đề xuất của Bộ Giao thông Vận tải, dự án cải tạo, nâng cấp Quốc lộ 1B đoạn từ thị trấn Đình Cả, huyện Võ Nhai đến nút giao Tân Long thuộc địa phận thành phố Thái Nguyên, tỉnh Thái Nguyên theo hình thức BOT. Dự án được khởi công vào quý II/2016; đã hoàn thành vào năm 2018.